# Анамбас
Анамбас (индон. Kepulauan Anambas) — небольшой архипелаг в Индонезии, расположен в южной части Южно-Китайского моря, между Малайзией и островом Калимантан. Общая площадь — 634,37 км². Высота до 566 м. Население — 37 493 чел. (2010). Группа островов входит в округ Кепулауан-Анамбас провинции Кепулауан-Риау, иногда включаются в состав более крупных островов Натуна, расположенных в нескольких сотнях километров к востоку.
На Анамбасе имеются большие запасы природного газа, который экспортируется в такие страны как Сингапур и Малайзия. Остров Матак (Pulau Matak) — основное место для геологоразведки нефти.
Другие крупные острова: Таремпах, Сиантан и Джемаджа-Андриабу.